# Hedwig Bender
Hedwig Bender (22 de febrer de 1854, Luxemburg -13 d'abril de 1928, Erfurt; també coneguda com a Helene Bender) fou una filòsofa feminista alemanya.

## Vida
Hedwig Bender va néixer l'any 1854 a Luxemburg. El seu pare fou un oficial prussià i la seva mare, Adelaida de François, va estar vinculada amb l'escriptora Louise de François. Després del trasllat dels seus pares, va passar la seva infància a Glatz, a la Baixa Silesia, i va assistir a l'Escola femenina d'Oeynhausen. El 1872, va aprovar el seu examen de professora a l'Escola femenina superior de Hannover, i posteriorment va continuar la seva activitat com a docent a Minden i Dresden, abans d'arribar l'any 1878 a Eisenach. Bender va morir l'any 1928 a Erfurt i mai no es va casar ni tampoc va tenir fills.

## Obra
L'interès científic de Bender es va centrar en les ensenyances dels filòsofs moderns Baruch Spinoza i Giordano Bruno. Va tractar de justificar de nou la cosmovisió monista de Spinoza a partir de l'atomisme i de l'estudi de Kant. El 1884 va publicar, amb 30 anys, el seu primer escrit: el tractat filosòfic titulat “De la substància com a cosa en si mateixa”, publicat a Halle, per la Revista de Filosofia i Crítica filosòfica, en aquesta ocasió sota el pseudònim de Hermann Bender. Posteriorment, els seus escrits van aparèixer en revistes contemporànies de l'època com “Westermanns Monathefte”, “Nord i Sud” o “La dona”, amb informació parcial de l'autora i on apareixien els noms de H. Bender i Helene Bender.
A més de la seva activitat científica, Bender pertanyia al moviment feminista burgès de l'àmbit conservador d'Alemanya. Es va interessar especialment per la igualtat dels drets de la dona a finals del segle XIX, però sense qüestionar el paper d'aquestes com esposes i mares, ni tan sols reconeixent aquest paper com a professió. Així ho va escriure a un assaig de l'any 1895: “Irresponsable, per tant, és l'aspiració de molts homes de mantenir a les dones tant com sigui possible en l'estat d'ignorància i immaduresa espiritual, per motius egoistes”.
Bender va iniciar peticions, entre altres coses, pel lliure accés de les dones a l'estudi de Medicina, i fou cofundadora del grup local d'Eisenach de l'Associació General de les Dones Mestres. Va tenir una relació d'amistat amb Louise de François. Hi hagué un intercanvi epistolar entre ambdues mentre Bender va viure a Eisenach.

## Escrits (selecció)
- La substància com a cosa en si mateixa. A Revista de Filosofia i crítica filosòfica, 1884 (com a Helene Bender).
- Cap a una solució del problema metafísic, 1886 (com a Hermann Bender).
- El moviment feminista a Alemanya. La seva situació actual i significat. Frauenberuf-Verlag, Weimar, 1887.
- Giordano Bruno, un màrtir de la llibertat intel·lectual. Weimarer Verlagsanstalt, Weimar, 1887.
- Màrtirs del lliure pensament de l'antiguitat i la modernitat. Verlags-Anstalt und Druckerei AG, Hamburg, 1891.
- George Eliot. Un retrat de la seva vida. Verlags-Anstalt und Druckerei AG, Hamburg, 1893.
- Luise von François. Biografia. Verlags-Anstalt und Druckerei AG, Hamburg, 1894.
- Sobre l'essència de la moral i el desenvolupament natural del pensament moral. Pfeffer, Halle, 1891.
- El nostre dret a una professió permanent. A Die Frau, 1895.
- Filosofia, metafísica i investigació individual. Investigacions sobre l'essència de la filosofia en general i sobre la possibilitat de la metafísica com a ciència i la seva relació amb la investigació científica en particular. Haacke, Leipzig, 1897.